# Дубровское (Пензенская область)
Дубровское — село Лопатинского района Пензенской области. Административный центр Комсомольского сельсовета.

## География
Село расположено в 20 км на юго-восток от райцентра села Лопатино.

## История
Основано как социально-производственная структура совхоза «Комсомолец» в составе Сойминского сельсовета Лопатинского района. В 1939 г. в свиносовхозе «Комсомолец» Наркомата сельского хозяйства РСФСР 215 рабочих и специалистов, 19 тракторов, 3 комбайна, 5 грузовых автомашин, 140 голов КРС, 1969 свиней, земельный фонд 3543 га. Решением Пензенского облисполкома от 30.9.1969 г. в черту поселка Центральная усадьба совхоза «Комсомолец» включены соседние селения Красный, Гремучий, Липовец, Загорновка I и Загорновка II. В 1980-е годы — центр Комсомольского сельсовета.
В 1991 году Указом президиума ВС РСФСР центральная усадьба совхоза «Комсомолец» была переименована в село Дубровское.

## Население
| 1939 | 1959 | 1979 | 1989 | 1996 | 2002 | 2010 |
| ---- | ---- | ---- | ---- | ---- | ---- | ---- |
| 425  | ↗529 | ↗634 | ↘618 | ↘592 | ↘476 | ↘438 |

## Инфраструктура
В селе имеются средняя общеобразовательная школа (новое здание построено в 1984 году), дом культуры, отделение почтовой связи.